# Фридрих Август фон Алвенслебен
Фридрих Август фон Алвенслебен (на немски: Friedrich August von Alvensleben; * 6 септември 1703, Еркслебен; † 13 септември 1783, Изеншнибе/Гарделеген) е благородник от род Алвенслебен в Саксония-Анхалт, господар в Изеншнибе и Еркслебен, княжески вюртембергски главен дворцов майстер/маршал.

## Биография
Той е син на Гебхард Йохан III фон Алвенслебен-Изеншнибе-Еркслебен (1667 – 1738) и съпругата му Августа Еренгард фон Алвенслебен (1677 – 1725), дъщеря на Гебхард Йохан II фон Алвенслебен (1642 – 1700) и Августа Кристина фон Алвенслебен (1651 – 1691). Внук е на Гебхард Кристоф фон Алвенслебен (1631 – 1690) и фрайин София Магдалена фон Бухенау (1625 – 1698).
Фамилията фон Алвенслебен с Вернер I фон Алвенслебен († ок. 1395), синът му Гебхард XIV фон Алвенслебен († ок. 1428) и внукът му Вернер II фон Алвенслебен († 1472/1477) притежава от 1378 до 1857 г. замък Изеншнибе/Гарделеген в Саксония-Анхалт.
Фридрих Август фон Алвенслебен умира на 80 години на 13 септември 1783 г. в замък Изеншнибе/Гарделеген.

## Фамилия
Фридрих Август фон Алвенслебен се жени на 31 март 1739 г. за София Доротея фон Алвенслебен (* 5 октомври 1715, Еркслебен; † 1 февруари 1788, Магдебург), сестра на хановерския министър Рудолф Антон фон Алвенслебен (1688 – 1737), дъщеря на Йохан Август фон Алвенслебен (1680 – 1732) и втората му съпруга Агнес София фон Алвенслебен (1695 – 1749), дъщеря на Йохан Фридрих II фон Алвенслебен (1657 – 1728), Хановерски министър, пруски дипломат, и Аделхайд Агнес фон дер Шуленбург (1664 – 1726). Те имат децата:
- Августа Еренгард София фон Алвенслебен
- Агнес София Августа фон Алвенслебен (* 3 март 1743, Изеншнибе; † 21 март 1806, Еркслебен), омъжена на 10 април 1766 г. в Магдебург за Албрехт Ерентрайх фон Рор (* 22 декември 1720, Трамнитц; † 20 ноември 1800, Магдебург), кралски пруски генерал-майор
- София Доротея фон Алвенслебен (* 28 юли 1754, Изеншнибе; † 4 юни 1777, Улберсдорф), омъжена на 20 февруари 1775 г. в Еркслебен за Йохан Готлиб Силивус фон Позер-Грос-Недлитц (* 25 май 1739, Першау; † 30 април 1817, Оелс, Силезия)

- Йохана Луиза Шарлота фон Алвенслебен
- Гебхард Йохан Август фон Алвенслебен
- Гебхард Йохан Август фон Алвенслебен
- Фридрих Август фон Алвенслебен, женен за Шарлота Фридерика фон Фрайберг
- Валентин Йоахим фон Алвенслебен (1752 – 1827), женен за Доротея Фридерика Августа Шенк фон Флехтинген (1769 – 1850); родители на:
  - Фридрих Вилхелм Август фон Алвенслебен-Изеншнибе (* 31 май 1798; † 2 февруари/декември 1853), граф
  - Фердинанд Фридрих Лудолф фон Алвенслебен (* 23 януари 1803; † 11 юли 1889), граф